# Geoffrey Dyer
Vale Geoffrey Dyer (* 1947 in Hobart, Tasmanien; † 8. Oktober 2020 ebenda) war ein australischer Maler.

## Leben und Werk
Geoffrey Dyer war der Sohn eines Automechanikers. Dyer besuchte früh Zeichenkurse und stellte sein erstes Ölgemälde im Alter von acht Jahren fertig. In den späten 1960er Jahren studierte Dyer an der Tasmanian School of Art in Hobart, arbeitete anschließend unter anderem als Lehrer auf King Island, als Dozent an der Launceston School of Art der University of Tasmania und als Leiter der Kunstabteilung am Burnie Technical College und malte an allen Orten, an denen er als Lehrkraft zum Einsatz kam.
Ab den frühen 1980er Jahren widmete sich Dyer ausschließlich der Malerei und bereiste England, das europäische Festland und die Vereinigten Staaten von Amerika, wo er sein Handwerk verfeinerte und zahlreiche Landschaften malte. Über einen Zeitraum von etwa 20 Jahren verbrachte er zudem viel Zeit in Melbourne und Sydney. 1995 erhielt er ein Stipendium der Art Gallery of New South Wales für einen Aufenthalt in dem  Atelier- und Wohnkomplex der Cité Internationale des Arts Paris.
Dyer galt als einer der herausragenden Landschaftsmaler Tasmaniens. Er arbeitete im Stil des Expressionismus. Zur Darstellung von Farben und abstrakten Formen der Natur trug er gerne dicke Schichten von Ölfarbe auf die Leinwand auf. Die abgebildeten Landschaften malte er oft aus dem Gedächtnis und nach Fotovorlagen, die ihm aber nur als Inspiration und Gedächtnisstütze dienten; er versuchte nie sie einfach zu reproduzieren.
Der Künstler gehörte neunmal zu den Finalisten des jährlich vergebenen Kunstpreises Wynne Prize und war zweimal Finalist beim Sulman Prize. Ab 1993 reichte Dyer auch Porträts für den Archibald Prize ein und gehörte sechsmal zu den Finalisten. Für seine Porträts wählte er sich prominente Tasmanier aus, darunter 1993 den ehemaligen Vorsitzenden der Australian Greens und Umweltaktivisten Bob Brown, 1996 den Unternehmer Claudio Alcorso, 1999 die Autorin Margaret Scott, 2000 den Autor Christopher John Koch, 2001 den Direktor des  National Institute of Dramatic Art John Clark, 
2002 den Veteranen der Schlacht von Gallipoli Alec Campbell und 2011 den Berufsspieler und Gründer des Museum of Old and New Art David Walsh. 2003 gewann er den Archibald Prize mit einem Porträt des mit ihm befreundeten Schriftstellers Richard Flanagan in einem Gemälde voller feuriger Orange-, Braun- und Schwarztöne.
2017 wurde Dyers Krebserkrankung diagnostiziert. Die tasmanische Landschaft blieb das Thema seiner letzten Ausstellungen. Mitte 2019 veranstaltete die Despard Gallery eine große Ausstellung von Dyers Landschaftsgemälden, zeitgleich mit der Ausstellung Geoff Dyer: Portraits im Tasmanian Museum and Art Gallery, beide in Hobart. Dyer malte bis wenige Tage vor seinem Tod am 8. Oktober 2020.